# 자식들
"자식들"은 1966년 공개된 대한민국의 영화이다.

## 배역
- 김승호
- 김지미
- 황해